# Rue des Artisans (Liège)
Pour les articles homonymes, voir Rue des Artisans.
La rue des Artisans est une artère de Liège en Belgique.

## Situation et accès
```
Cette voie du quartier de 
Grivegnée
 relie la rue du Vinâve à la rue de l'Ancienne École et aux 
degrés des Artisans
.
```

## Historique
Ouverte en 1912, elle relie le bas de Grivegnée aux hauteurs du quartier par, sur une partie de son parcours, un escalier de 59 marches assez raides.
Afin d'éviter les nombreuses confusions entre la partie haute et la partie basse de la rue, l'artère est divisée en trois sections distinctes à partir de 2002. La partie basse conserve le nom de rue des Artisans, la partie centrale constituée d'escaliers est baptisée Degrés des Artisans et la partie haute devient la rue du Panorama.
La maison d'édition Noir Dessin Production y a son siège.